# Spoorlijn Braunschweig West - Salzgitter-Barum
De spoorlijn Braunschweig West - Salzgitter-Barum was een Duitse spoorlijn in Nedersaksen en was als spoorlijn 1924 onder beheer van DB Netze. 

## Geschiedenis
Het traject werd door de Braunschweigischen Landes-Eisenbahn-Gesellschaft geopend op 18 juli 1866. Door de aanleg van de spoorlijn Leiferde - Salzgitter Bad werd de lijn overbodig en gesloten tussen 1941 en 1954.

## Aansluitingen
In de volgende plaatsen is of was er een aansluiting op de volgende spoorlijnen:
Braunschweig West
DB 1903, spoorlijn tussen Braunschweig Nordkurve en Braunschweig Rangierbahnhof
DB 1905, spoorlijn tussen Braunschweig West en Braunschweig Halzhof
Hoheweg
DB 1927, spoorlijn tussen Hoheweg en Wolfenbüttel
Salzgitter-Drütte
DB 1925, spoorlijn tussen de aansluiting Hoheweg en Salzgitter-Drütte
DB 1928, spoorlijn tussen Fummelse en Salzgitter-Drütte
DB 9197, spoorlijn tussen Salzgitter-Beddingen en Salzgitter-Drütte
Immendorf
DB 9192, spoorlijn tussen Salzgitter en Immendorf
Barum
DB 1926, spoorlijn tussen Barum en Lichtenberg